# Elias Motsoaledi
Elias Mathope Motsoaledi (* 26. Juli 1924 in Phokwane, Northern Transvaal; † 9. Mai 1994 in Johannesburg) war ein südafrikanischer Anti-Apartheid-Aktivist. Er war als Mitglied des African National Congress (ANC) ein Weggefährte von Nelson Mandela und Walter Sisulu.

## Leben
Motsoaledi kam mit 17 Jahren nach Johannesburg, wo er aktives Mitglied der Lederarbeiter-Gewerkschaft Leather Workers’ Union wurde. Er arbeitete im trotzkistischen Committee of Non-European Trade Unions mit und war an der Gründung der South African Congress of Trade Unions (SACTU) beteiligt. 1948 trat er dem ANC bei, war aber auch Mitglied der Communist Party of South Africa, die 1950 gebannt wurde. 1952 war er an der Defiance Campaign beteiligt und wurde im selben Jahr erstmals gebannt. 1960 wurde er während des Ausnahmezustandes vier Monate inhaftiert und wirkte im Anschluss für die Untergrundbewegung Umkhonto we Sizwe (MK). Er wurde 1963 gefasst und im anschließenden Rivonia-Prozess wie Mandela, Sisulu und andere wegen Sabotage zu lebenslanger Haft verurteilt.
Motsoaledi verbrachte 26 Jahre in Haft, die meisten davon auf Robben Island mit den anderen Verurteilten des Rivonia-Prozesses, und wurde 1989 entlassen. 1991 wurde er in das Exekutivkomitee des ANC gewählt. Er starb am Tag der Amtseinführung Mandelas als neuer Präsident Südafrikas an Kehlkopfkrebs. Er wurde auf dem Avalon Cemetery in Soweto bestattet.
Motsoaledi war mit Caroline Motsoaledi († 2014) verheiratet und hatte sieben Kinder.

## Ehrungen
- 1992 erhielt er die Isitwalandwe-Medaille des ANC.
- Anfang der 2000er Jahre wurde die Gemeinde Elias Motsoaledi in der Provinz Limpopo nach ihm benannt.
- 2003 erhielt er postum den südafrikanischen Order of meritorious service in Gold.[4]